# System wartości
System wartości – zespół wartości uporządkowany według ich stopnia ważności dla danej jednostki lub zbiorowości, tworzący trwałą, uporządkowaną i hierarchiczną strukturę, kształtujący się stopniowo, w miarę rozwoju i dorastania oraz doskonalony na bieżąco przez całe życie.
Powiązania między wartościami nie są w takim systemie wyłącznie liniowe, a do ujawnienia się hierarchii wartości dochodzi zwykle w sytuacji konfliktu, kiedy to konieczny jest wybór i rezygnacja z danych wartości kosztem innych. Według Miltona Rokeacha system wartości jest strukturą umiejscowioną w centralnym punkcie systemu przekonań, co świadczy o jego dużej wadze i ważnych funkcjach regulacyjnych. Według jego definicji system ten to trwała organizacja, na kontinuum ważności, przekonań dotyczących bardziej pożądanych sposobów postępowania lub ostatecznych stanów egzystencji. W systemie wyróżnił wartości ostateczne i instrumentalne. Ostateczne odnoszą się do najważniejszych celów życia jednostki i mogą być zarówno osobiste, jak i społeczne. Wartości instrumentalne dotyczą ogólnych sposobów postępowania, dzieląc się na moralne i kompetencyjne (samorealizacyjne).
Amerykański psycholog, Barry Schwartz, z uwagi na różny podział kontinuum i zasadę konfliktu, zaproponował podział systemu wartości na dwa wymiary: 
- otwartość na zmiany (kierowanie własną osobą, stymulacja) kontra zachowawczość (bezpieczeństwo, przystosowanie i tradycja),
- umacnianie "ja" (osiągnięcia, władza) kontra przekraczanie "ja" (uniwersalizm, życzliwość)[1].

System wartości jest podstawą planów życiowych człowieka oraz stylu jego życia. Budowanie takiego systemu jest bardzo istotną kwestią w procesie edukacji dzieci i młodzieży oraz tworzenia warunków dla ich rozwoju.